# Шолуха Віктор Григорович
Ві́ктор Григо́рович Шолуха (1974—2014) — сержант, Міністерство внутрішніх справ України, учасник російсько-української війни.

## Життєпис
Народився 1974 року в Локачі (Волинська область). Закінчив Локачинську філію Оваднівського професійного ліцею, тракторист-машиніст та слюсар-ремонтник.
У часі війни — водій роти «Світязь».
29 серпня 2014-го загинув під час виходу з Іловайського котла «зеленим коридором», який обстріляли російські десантники біля села Горбатенко. Лобове скло автобуса було прошите автоматною чергою, задня частина пошкоджена з ПТУРа.
Тимчасово був похований місцевими мешканцями на сільському кладовищі — разом з бійцями батальйонів: «Миротворець» Катрич В'ячеслав, Роман Набєгов, Максим Сухенко, Олексій Горай; «Херсон» — Олексій Вовченко. 15 вересня 2014-го тіло Олексія Горая ексгумували та привезли до Запоріжжя пошуковці Місії «Експедиція-200» («Чорний тюльпан»).
27 грудня 2014 року похований в селищі Локачі.
Без Віктора лишилися брат Сергій, дружина Олена і пасинок Міцкевич Богдан.

## Нагороди і вшанування
За особисту мужність і героїзм, виявлені у захисті державного суверенітету та територіальної цілісності України, вірність військовій присязі під час російсько-української війни
- нагороджений орденом «За мужність» III ступеня (26.2.2015, посмертно).
- Його портрет розміщений на меморіалі «Стіна пам'яті полеглих за Україну» в Києві: секція 4, ряд 2, місце 9
- Вшановується 29 серпня на щоденному ранковому церемоніалі вшанування українських захисників, які загинули цього дня в різні роки внаслідок російської збройної агресії[3]
- Іловайський Хрест (посмертно)
- почесний громадянин селища Локачі (посмертно; 2018)[4]